# Letiště Oslo

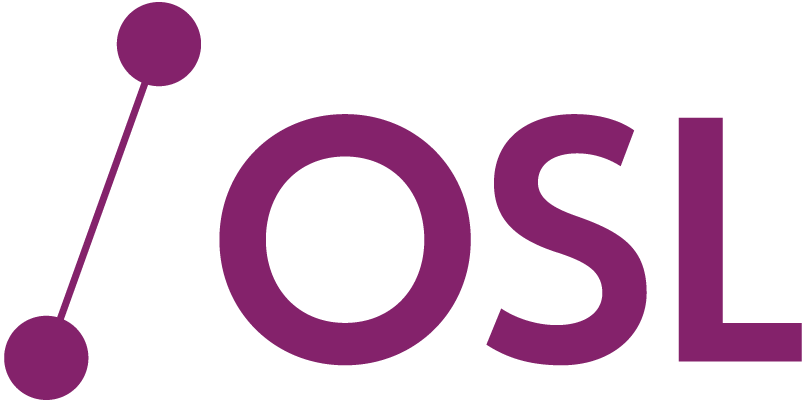
Logo letiště

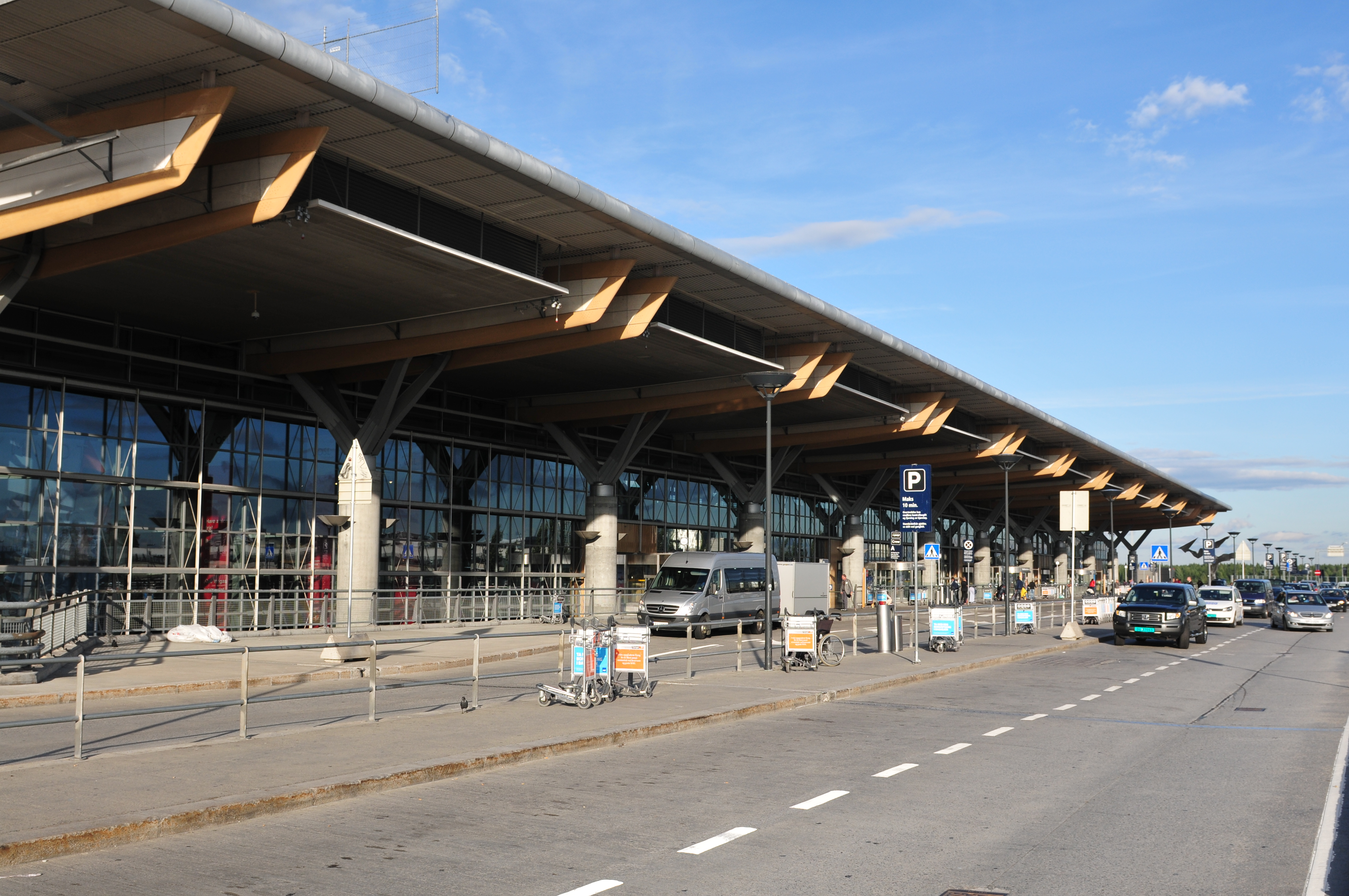
Terminal

Mezinárodní letiště Oslo - Gardermoen (IATA: OSL, ICAO: ENGM, norsky Oslo lufthavn, Gardermoen), často zkráceně nazývané Letiště Oslo je jedno z nejvýznamnějších letišť v Norsku. Nachází se 48 km severně od města Oslo v Norsku.

## Význam a vybavení
Všechny osobní lety jsou soustředěny do jednoho terminálu. Po kodaňském letišti Kastrup je oselské letiště druhým největším a nejmodernějším letištěm ve Skandinávii.